# 真野明裕
真野 明裕（まの あきひろ、1942年6月22日 - ）は、日本の翻訳家。
東京生まれ。1967年慶應義塾大学大学院英文科修士課程修了。
大学非常勤講師、河出書房の編集者を経て翻訳家に。1976年に退社してフリー。英米の小説を翻訳する。

## 翻訳
- 『かれら』（ジョイス・キャロル・オーツ、大橋吉之輔共訳、角川書店） 1973
- 『女ごころ 現代アメリカ女流8人集』（新書館）  1974
- 『マンク夫人』（エラ・レフランド、角川文庫） 1975
- 『エラリー・クイーン傑作集』（エラリー・クイーン、各務三郎編、番町書房） 1977
- 『消えた男』（ジョージ・C・チェスブロ、パシフィカ） 1978
- 『バーニーの冒険』（ドン・ブリーデス、パシフィカ） 1978
- 『早すぎた警告』（C・フィッツサイモンズ、文春文庫） 1979
- 『犯人殺し』（ジョナサン・グッドマン、文春文庫） 1979
- 『囁く石の都』（ジョージ・C・チェスブロ、パシフィカ） 1979
- 『クイーン推理と証明』（各務三郎編、講談社文庫） 1979
- 『ひとり立つ日 - 父に捧げる別れの歌』（ロバート・ニュートン・ペック、新書館） 1979
- 『ちょっとエベレストまで』（リック・リッジウェイ、講談社） 1980
- 『スパイは死に踊る』（フィリップ・ヴァン・リント、角川書店） 1980
- 『太陽の対話』（ジョン・ガードナー、早川書房） 1980
- 『死者がUFOでやってくる』（ロバート・グロスバック、創元推理文庫） 1981
- 『13の判決』（英国推理作家協会編、矢野浩三郎、深町真理子、高見浩、池央耿共訳、講談社文庫） 1981
- 『フィッシャーを殺せ』（クリストファ・フィッツサイモンズ、文春文庫） 1981
- 『用心ぶかい浮気女』（E・S・ガードナー、早川文庫） 1982
- 『マハーラージャ殺し』（H・R・F・キーティング、早川書房） 1982、のちハヤカワ・ミステリ文庫
- 『闇の展覧会 1』（カービー・マッコーリー編、矢野浩三郎共訳、早川文庫） 1982
- 『最後のチャンス 年刊ミステリ傑作選 1978』（エドワード・D.ホウク編、創元推理文庫） 1982
- 『ハイチムニー荘の醜聞』（ジョン・ディクスン・カー、早川文庫） 1983
- 『嘆きの氷像』（E・M・ビークマン、創元推理文庫） 1983
- 『マダム・タッソーがお待ちかね』（ピーター・ラヴゼイ、早川書房） 1983、のちハヤカワ・ミステリ文庫
- 『ゲスリン最後の事件』（フィリップ・マクドナルド、創元推理文庫） 1983、のち 改題『エイドリアン・メッセンジャーのリスト』
- 『バッグ・レディ探偵団』（リチャード・バース、早川文庫） 1984
- 『警察署長』上・下（スチュアート・ウッズ、早川書房） 1984、のちハヤカワ文庫NV
- 『奇跡のルーキー』（バーナード・マラムード、早川文庫） 1984
- 『ピカデリーの殺人』（アントニイ・バークリー、創元推理文庫） 1984
- 『ブルー・ハイウェイ アメリカ漂流』（ウィリアム・リースト・ヒート・ムーン、TBSブリタニカ） 1985、のち河出文庫
- 『見えないグリーン』（ジョン・スラデック、早川文庫） 1985
- 『ザ・ギャンブラー』（アルフレッド・アルヴァレズ、新潮社） 1985
- 『ザ・シシリアン』上・下（マリオ・プーヅォ、早川書房） 1985、のちハヤカワ文庫NV
- 『解き放たれた<プロメテウス>』上・下（フィリップ・ヴァン・リント、角川文庫） 1986
- 『風に乗って』（スチュアート・ウッズ、早川書房） 1987
- 『サイダーハウス・ルール』（ジョン・アーヴィング、文藝春秋 1987、のち文春文庫
- 『石油王ゲッティ 世界最大の富を築いた男の生涯』（ロバート・レンツナー、新潮文庫） 1987
- 『痩せゆく男』（リチャード・バックマン、文春文庫） 1988
- 『潮流の王者』（パット・コンロイ、早川書房） 1988
- 『狙われた弁護士』（チェスター・オクスナー、新潮文庫） 1989
- 『パリス・トラウト』（ピート・デクスター、早川書房） 1989
- 『カット!』（マルカム・ブラドベリ、福武書店） 1990
- 『チャタトン偽書』（ピーター・アクロイド 、文藝春秋） 1990
- 『男が大人になるまでに 「ベビー・ブーマー」世代の人生と意見』（ハリー・スタイン、河出書房新社） 1991
- 『リブラ 時の秤』（ドン・デリーロ、文藝春秋） 1991
- 『狩猟期』（ラッセル・バンクス、早川書房） 1992
- 『ひとりぼっちの目撃者』（デズモンド・ラウデン、早川文庫） 1992
- 『ラット・キング』（マイクル・ディブディン、新潮文庫） 1992
- 『一人のための正義』（ジョン・クラークスン、ハヤカワ文庫） 1993
- 『熱く危険な国』（ロバート・デイリー、早川書房） 1993
- 『野菜畑のインディアン』（バーバラ・キングソルヴァー、早川書房） 1994
- 『ダーティ・ウィークエンド』（ヘレン・ザハーヴィ、新潮文庫） 1994
- 『天国の豚』（バーバラ・キングソルヴァー、早川書房） 1994
- 『おとり捜査』（フリーマントル、新潮文庫） 1995
- 『無法地帯』（ジョン・クラークスン、ハヤカワ・ミステリアス・プレス文庫文庫） 1995
- 『真夜中のサヴァナ 楽園に棲む妖しい人びと』（ジョン・ベレント、早川書房） 1995、のちハヤカワ文庫NF
- 『父と子』（デイヴィッド・ヘイズ、ダニエル・ヘイズ、角川春樹事務所） 1995
- 『スタイルズ荘の怪事件』（アガサ・クリスティ、新潮文庫） 1995
- 『東京大震災 199X年の悲劇』（アルバート・アレツハウザー、徳間書店） 1996
- 『いつか晴れた日に 分別と多感』（ジェーン・オースティン、キネマ旬報社） 1996
- 『スピリチュアル・ウォーカー - 5000年後からのメッセージ』（ハンク・ウェスルマン、早川書房） 1996
- 『バイクで駆けたヴェトナム ホーチミン・ルート踏破の夢』（クリストファ・ハント、河出書房新社） 1997
- 『ネクスト・ウォー』（キャスパー・ワインバーガー、ピーター・シュワイツァー、二見書房） 1997、のち改題『次なる戦争』二見文庫
- 『密盟』（デイヴィッド・イグネイシャス、徳間書店） 1997
- 『埋み火』（ソール・ベロウ、角川春樹事務所） 1998
- 『屍泥棒』（ブライアン・フリーマントル、新潮文庫） 1999
- 『イエスの若き日』（コリン・デ・シルヴァ、二見書房） 1999
- 『仁義なき戦場 民族紛争と現代人の倫理』（マイケル・イグナティエフ、毎日新聞社） 1999
- 『プロレスラー知事』（ジェシー・ヴェンチュラ、飛鳥新社） 2000
- 『屍体配達人』上・下（ブライアン・フリーマントル、新潮文庫） 2000
- 『冷酷』（ポール・カースン、二見文庫） 2000
- 『恋々』（ローナン・ベネット、DHC） 2001
- 『なぜあの人はかくも元気なのか? 新しい生き方を見つける10の扉』（ジーン・D・コーエン、光文社） 2001
- 『心やさしく』（ロバート・コーミア、徳間書店） 2002
- 『氷の刃』（ポール・カースン、二見文庫） 2002
- 『マフィアをはめろ!』（スティーヴン・キャネル、小学館） 2002
- 『デーモンズ・アイ 冷凍庫に眠るスーパー生物兵器の恐怖』（リチャード・プレストン、小学館） 2003
- 『追われる警官』（スティーブン・キャネル、小学館文庫） 2003
- 『マイ・ゴッドファーザー 父は蜂の巣にされて死んだ - マフィア幹部の長男が回想する虚栄と修羅の日々』（アルバート・デメイオ、アスペクト） 2003
- 『鷲の巣を撃て』（マリ・デイヴィス、二見文庫） 2004
- 『英国占領』上・下（マリ・デイヴィス、二見文庫） 2005
- 『闇の展覧会』（カービー・マッコーリー編、広瀬順弘、矢野浩三郎共訳、早川文庫） 2005
- 『黒人ダービー騎手の栄光 激動の20世紀を生き抜いた伝説の名ジョッキー』（ジョー・ドレイプ、アスペクト） 2007